# Miguel Alcubierre
Miguel Alcubierre Moya (1964, Cidade do México) é um físico teórico mexicano.
Fez a sua graduação em física e mestrado em Física teórica na Universidad Nacional Autónoma de México (UNAM). Alcubierre mudou-se para o País de Gales em 1990 para estudar na Universidade de Cardiff, onde obteve um doutorado em 1994.
Ao deixar o País de Gales em 1996, trabalhou durante algum tempo no Max Planck Institute for Gravitational Physics em Potsdam, Alemanha, onde desenvolveu novas técnicas matemáticas para descrever a física dos buracos negros. Desde 2002, trabalha no Instituto de Ciências Nucleares da Universidad Nacional Autónoma de México (UNAM).